# Upper Mississippi River National Wildlife and Fish Refuge

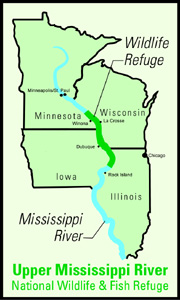
Karte vom Upper Mississippi River National Wildlife and Fish Refuge

Das Upper Mississippi River National Wildlife and Fish Refuge ist ein National Wildlife Refuge und einer Flächengröße von 240,000 Acre (970 km²). Es liegt 261 Meilen (420 km) entlang Oberlaufs des Mississippi River in den Bundesstaaten Minnesota, Wisconsin, Illinois und Iowa. Es reicht von Wabasha in Minnesota im Norden bis nach Rock Island in Illinois im Süden. Es wird vom United States Fish and Wildlife Service betreut. Das Schutzgebiet ist in Winona District, La Crosse District, McGregor District und Savanna District unterteilt. Der Hauptsitz des Schutzgebiets und die Verwaltung vom Winona District befindet sich in Winona in Minnesota, das Bezirksbüros vom La Crosse District liegt in La Crosse in Wisconsin, das Bezirksbüros vom McGregor District in Prairie du Chien in Wisconsin und das Bezirksbüros vom Savanna District in Thomson in Illinois. Die Ehrenamtlichen Mitarbeiter des National Wildlife Refuge sind im Winona District im Verein Friends of the Refuge Headwaters, im La Crosse District in Friends of the Refuge Mississippi River Pools 7 & 8, im McGregor District in Friends of Pool 9 und im Savanna District im Stewards of the Upper Mississippi River Refuge organisiert. Der Verein Friends of the Upper Mississippi betreibt ehrenamtliche Naturschutzarbeit am ganzen Upper Mississippi.

## Weitere Schutzgebiete die angrenzen
Das Gebiet ist nur durch eine Eisenbahnlinie vom Trempealeau National Wildlife Refuge getrennt. Die Schutzgebiete White Dam Wildlife Area, Thorpe Wildlife Management Area, Goose Island County Park, Dorer State Forest, Perrot State Park, Van Loon Wildlife Area, Great River Bluffs State Park, Pool Slough Wildlife Management Area, Blackhawk Point Wildlife Management Area, Fish Farm Mounds Wildlife Management Area, Lansing Wildlife Management Area, Rush Creek Natural Area, Effigy Mounds National Monument und Driftless Area National Wildlife Refuge grenzen ebenfalls direkt oder nur über Straßen getrennt an das Refuge. Das Driftless Area National Wildlife Refuge wird vom McGregor District des Upper Mississippi River National Wildlife and Fish Refuge verwaltet und das Trempealeau National Wildlife Refuge vom La Crosse District des National Wildlife and Fish Refuge betreut.

## Infos zum Gebiet
1924 wurde dieses National Wildlife and Fish Refuge ausgewiesen. Es geht auf Initiative des Schriftstellers und Fischers Will Dilg und dem Naturschutzverein Izaak Walton League zurück. Trotzdem wurden in den 1930er Jahren zahlreiche Schleusen und Dämme gebaut, um Lastkähnen zu ermöglichen, zu jeder Zeit den Fluss zu nutzen.
Es ist ein Teil Nordamerikas, der während der letzten Eiszeit eisfrei blieb, wodurch die zum Teil die tiefe Schlucht des Mississippi entstand, die von diesem Gebiet aus gut sichtbar ist. Im Schutzgebiet liegen Bereiche des Mississippi bzw. Staustufe des Flusses, Inseln, Feuchtgebiete und Auwald. Im Laufe der Zeit kam es zu Änderungen der Habitate in Schutzgebiet. Sedimente füllten wertvolle Nebengewässer, Inseln erodierten und die Vegetation verschwand teilweise. United States Fish and Wildlife Service und andere Behörden arbeiten an der Wiederherstellung der Lebensräume im Fluss. Der United States Army Corps of Engineers führt den Wiederaufbau und den Schutz von Inseln vor Erosion durch, ferner den Bau niedriger Deiche zur Kontrolle des Wasserspiegels. Der Wasserstand wird im Sommer um 1 bis 2 Fuß abgesenkt, um das Pflanzenwachstum anzuregen und die natürlichen Wasserschwankungen nachzuahmen, wie vor dem Bau der Staudämme.
Zu den erlaubten Freizeitaktivitäten gehören in Schutzgebiet gehören Bootfahren, Jagen, Angeln und Schwimmen. Für das Jagen und Angeln gibt es im National Wildlife and Fish Refuge verschiedene Vorschriften. So ist das Jagen und Angeln im bestimmten Teilen ganz verboten. Zudem gibt es zeitliche Beschränkungen und Beschränkungen über Arten und Anzahl bei der jagdlichen und fischereilichen Nutzung.

## Bedeutung des National Wildlife and Fish Refuge
Es leben 134 Fischarten und 34 Muschelarten im Schutzgebiet. Unter den 57 Säugetierarten sind Arten wie Bisamratte, Kanadischer Biber, Nordamerikanischer Fischotter und Weißwedelhirsch. Das Gebiet ist ein wichtiges Element des Mississippi Flyway (eines der wichtigsten Vogelzugrouten der USA). 50 Prozent der in Nordamerika lebenden Riesentafelenten rasten im Wildlife and Fish Refuge. Im Herbst nutzen 20 bis 45 Prozent der Pfeifschwäne der östlichen Population das Gebiet als Rastplatz, während im Frühjahr nur kleinere Trupps durchziehen. Ungefähr 5,000 Paare Kanadareiher brüten innerhalb des Gebietes. Es brüten etwa 100 Paare Weißkopfseeadler, wobei der Bestand 1972 nur ein Brutpaar umfasste. Im Winter halten sich Hunderte von Weißkopfseeadlern im Schutzgebiet auf.
Laut der Vogelliste des Upper Mississippi River National Wildlife and Fish Refuge kommen 269 Vogelarten regelmäßig in dem Gebiet vor, 36 Arten sind ausnahmsweise zu beobachten und 134 Arten brüten. Auf der digitalen Plattform ebird.org kann man sich aktuelle Vogelbeobachtungen im Gebiet ansehen.

## Bilder

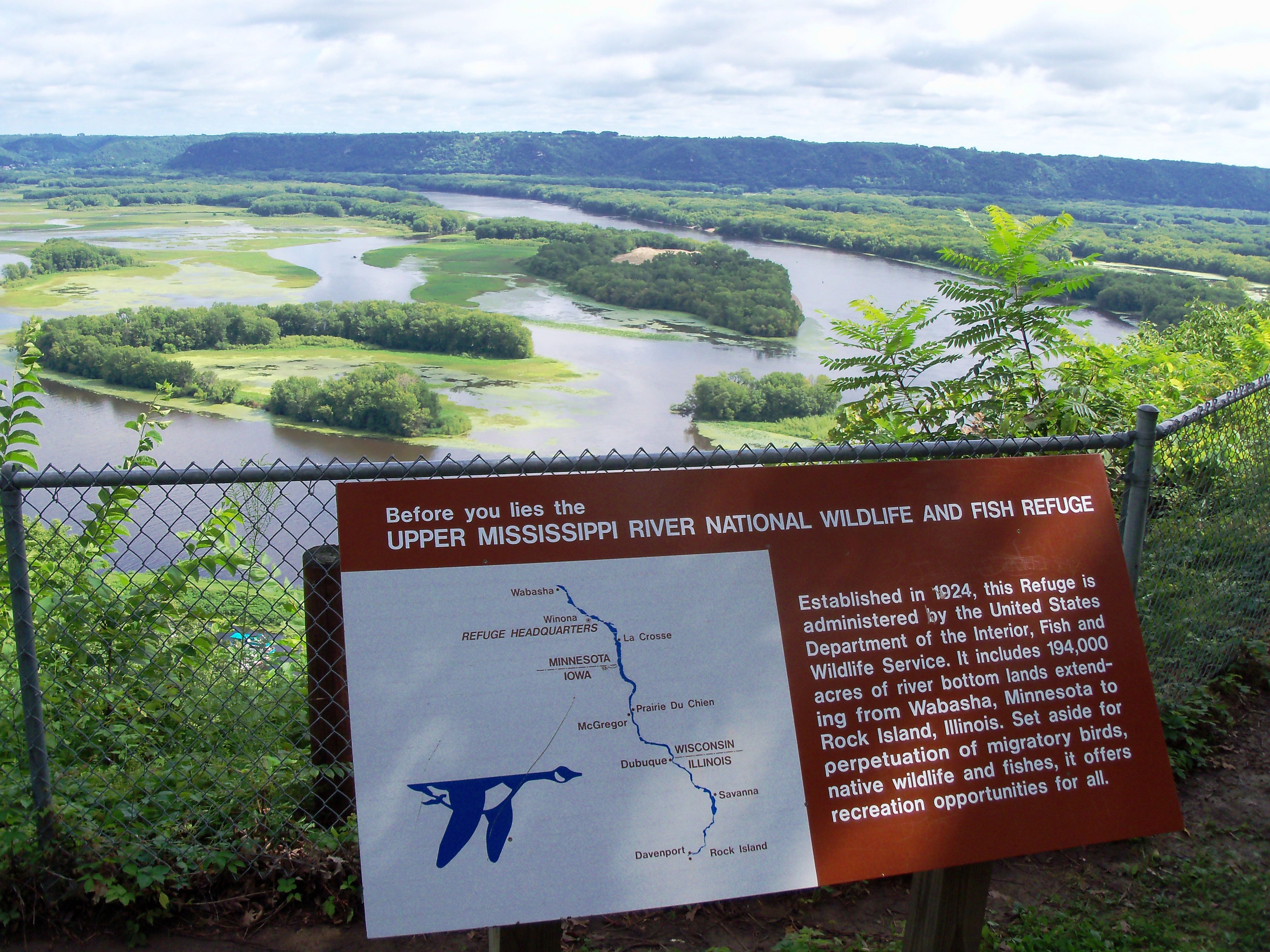
Aussichtspunkt
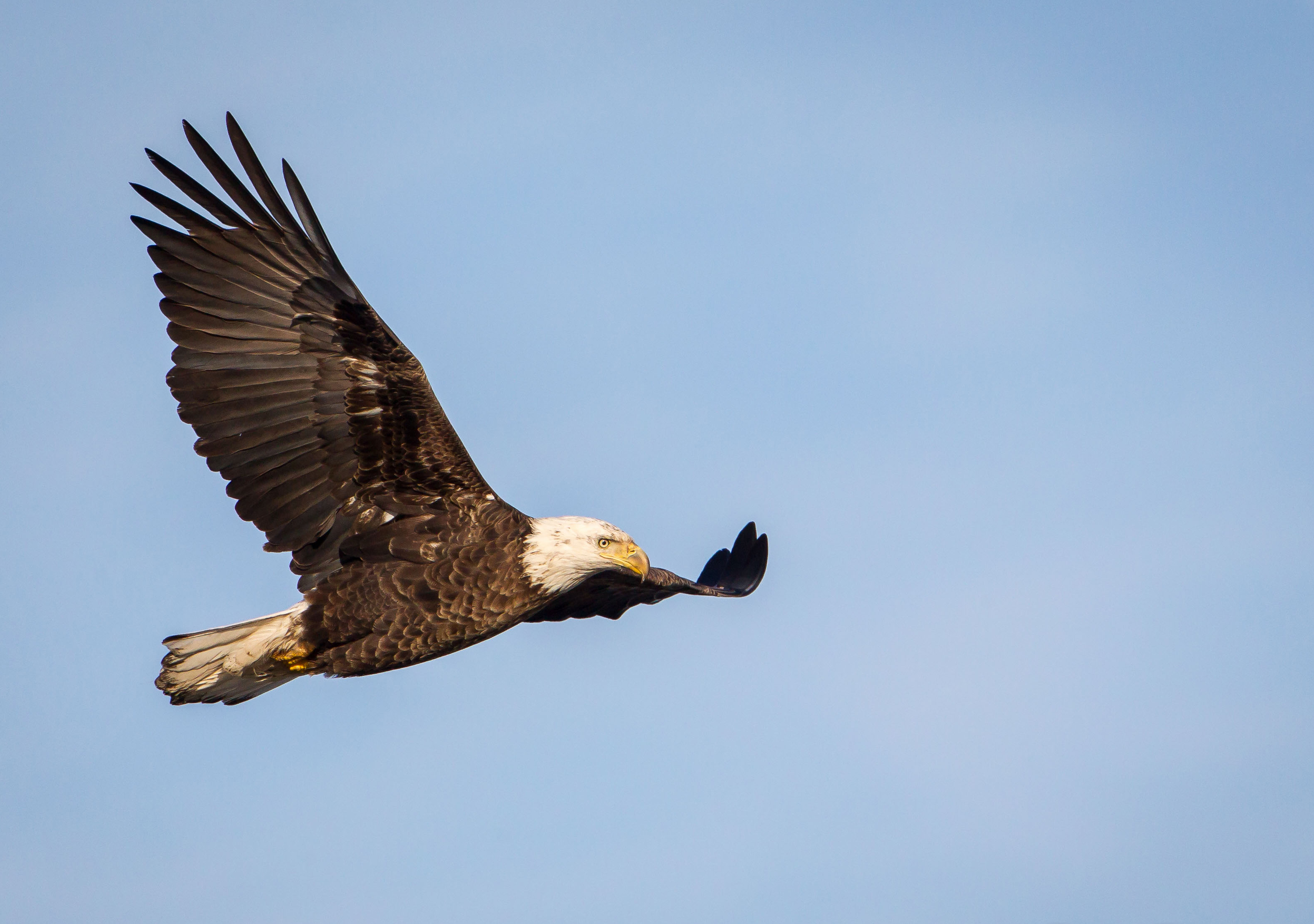
Weißkopfseeadler im Gebiet
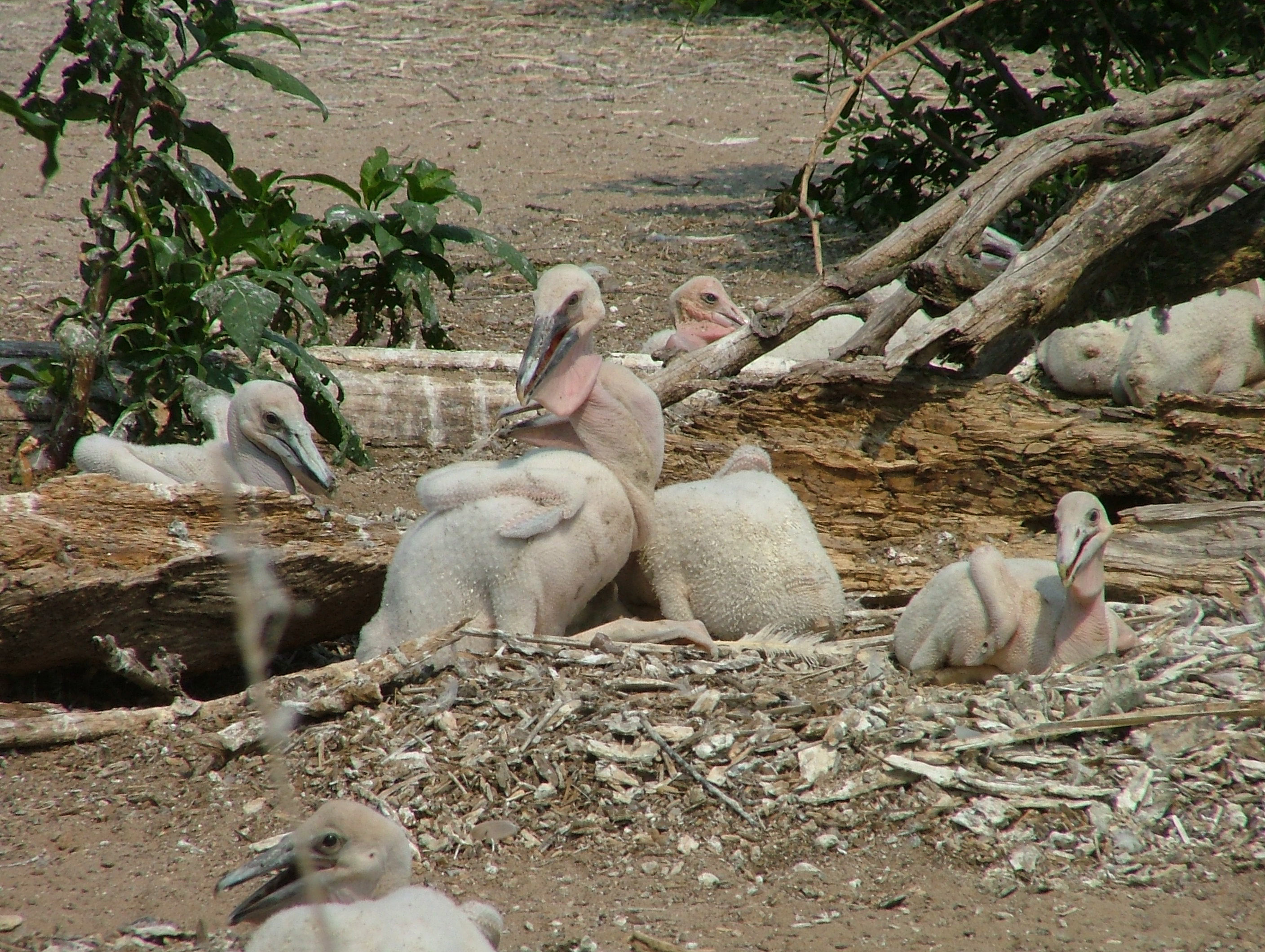
Junge Nashornpelikane am Brutplatz
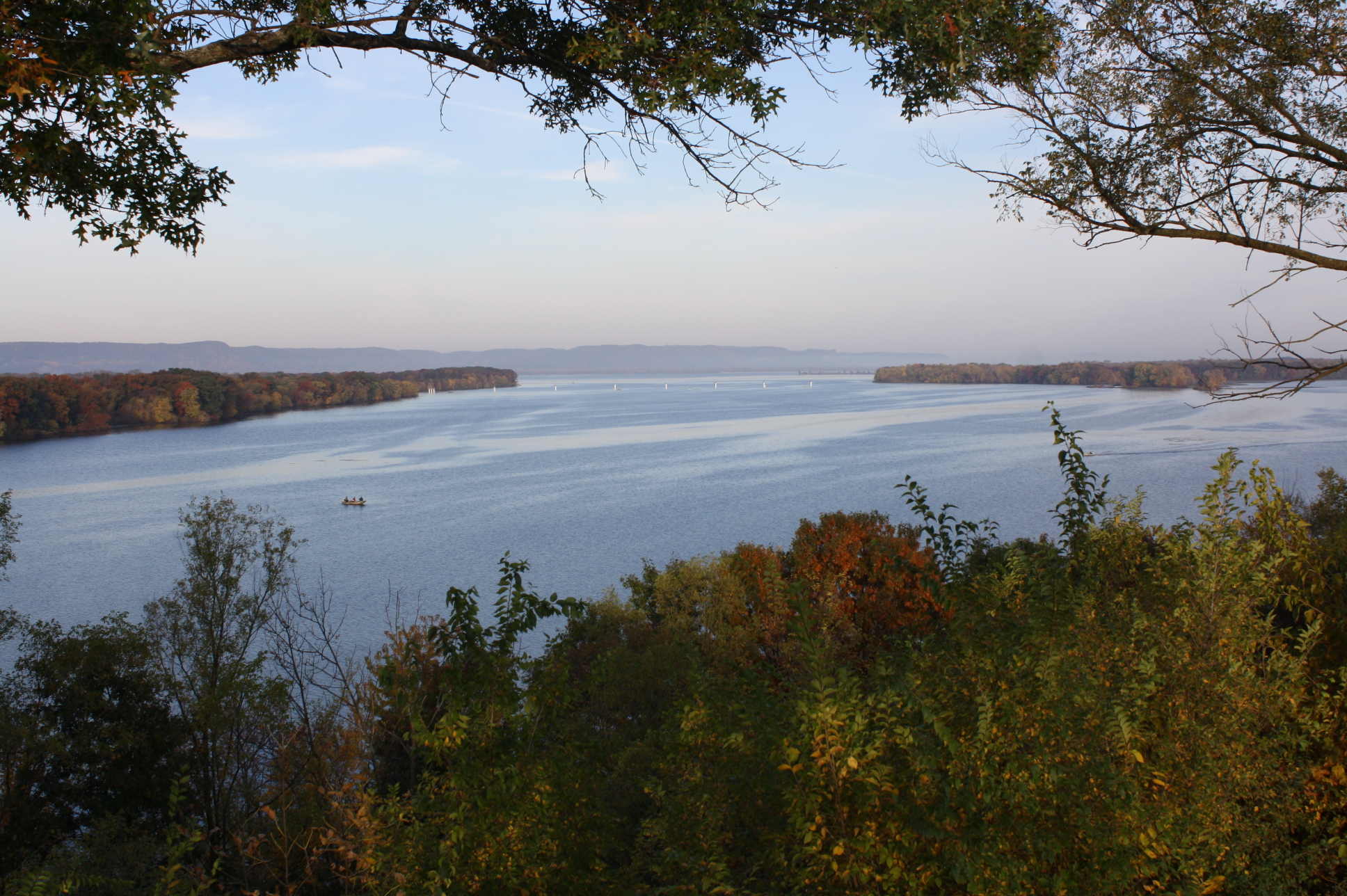
Bereich einer Staustufe des Mississippi
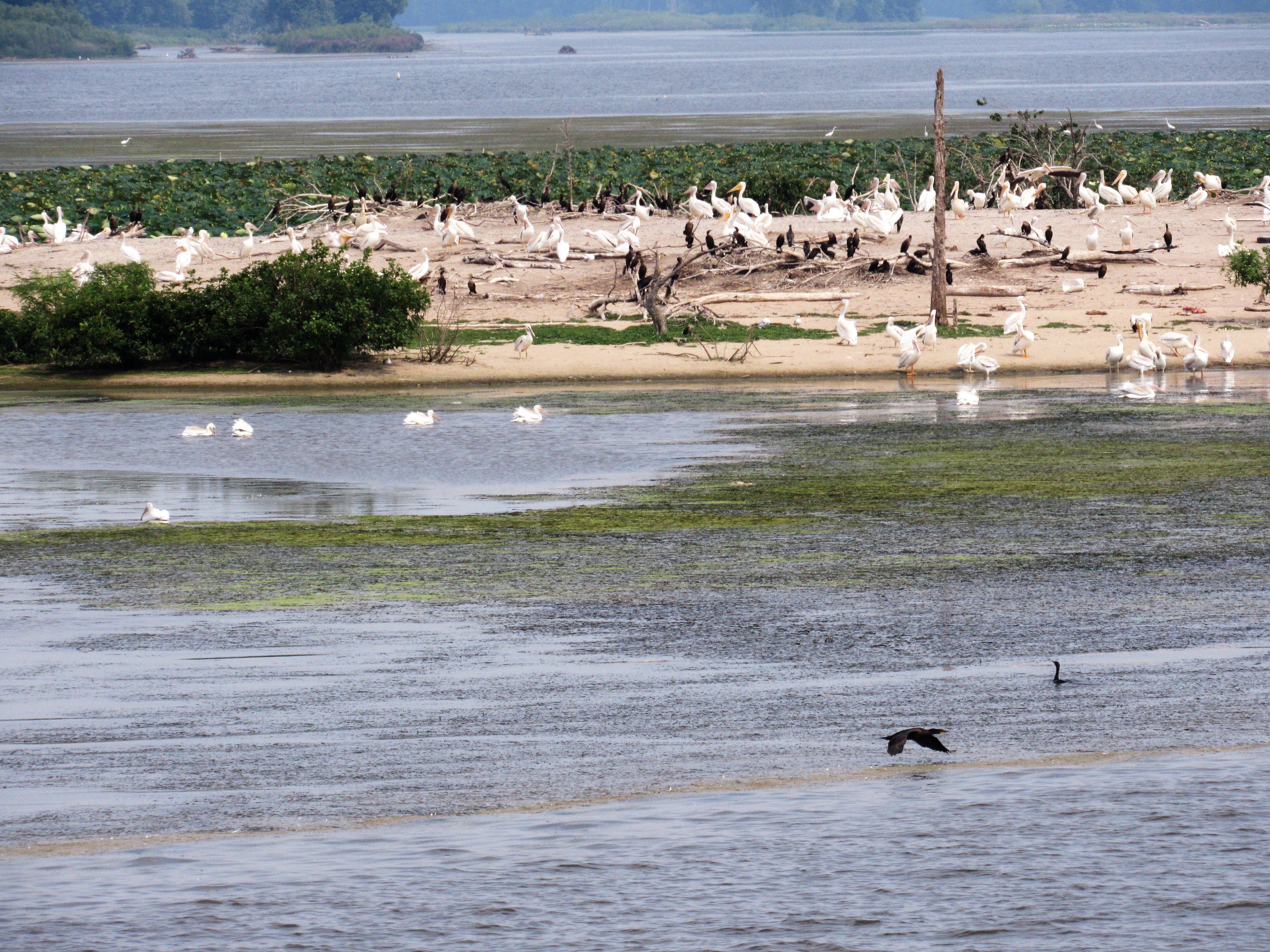
Verschiedene Vogelarten auf einer Insel
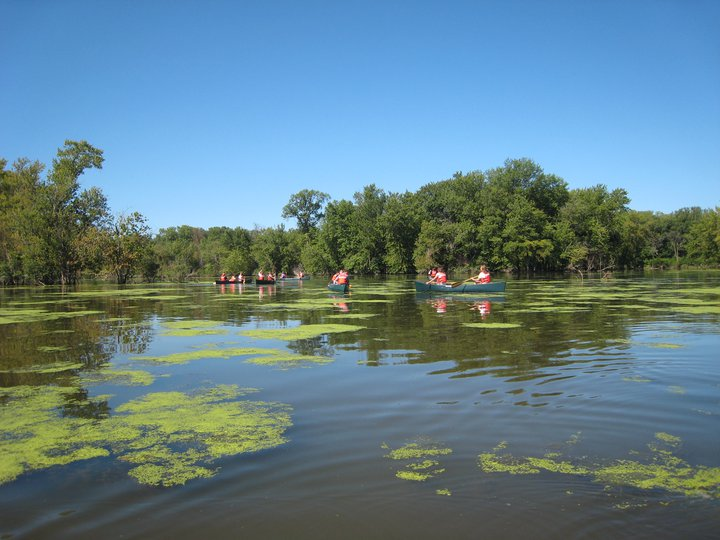
Kanus im Schutzgebiet
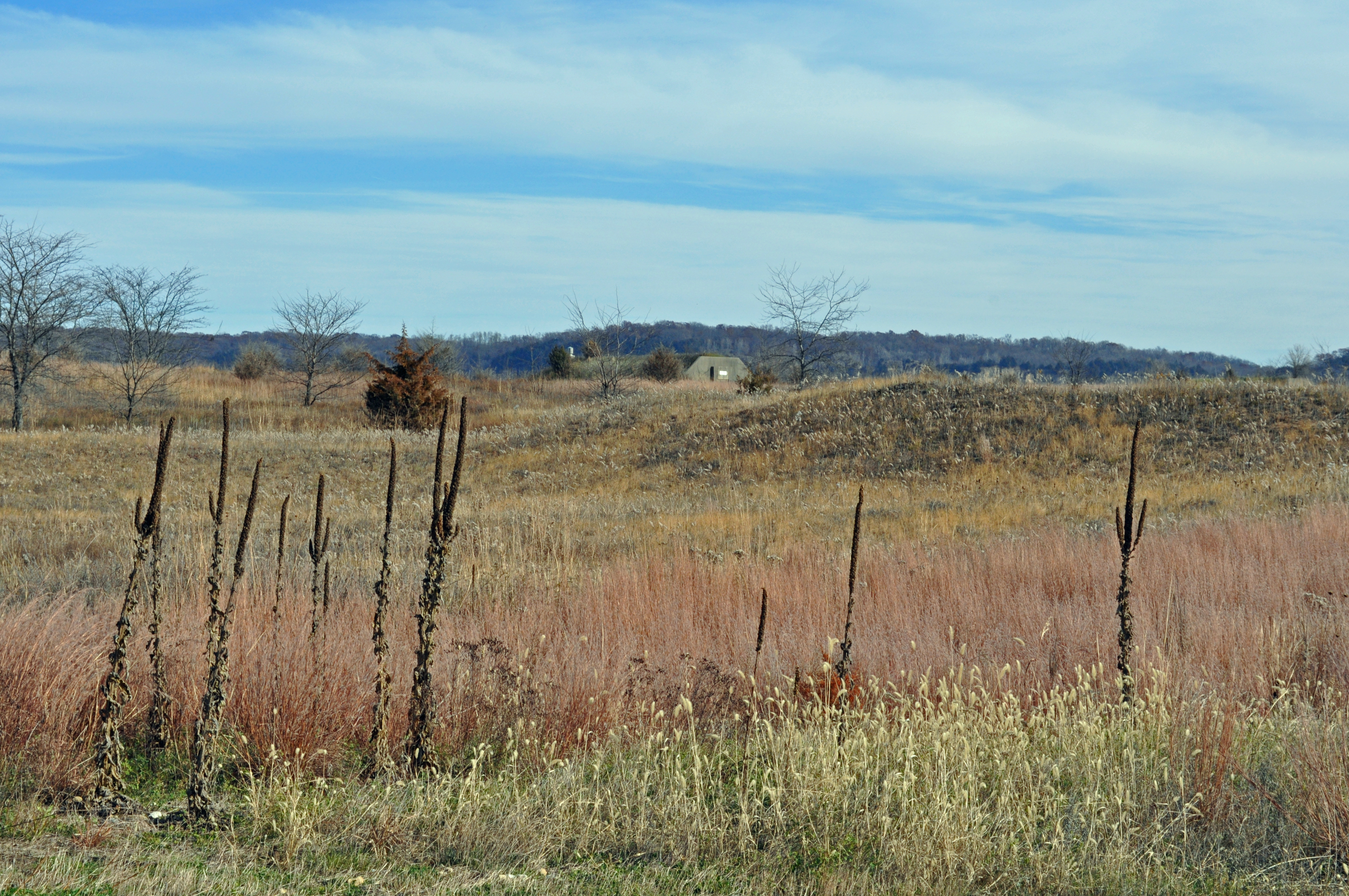
Bereich mit Sandprärie